# ألتن (لاعب كرة قدم)
ألتن هو لاعب كرة قدم برازيلي في مركز الوسط، ولد في 25 أغسطس 1985 في كوريتيبا في البرازيل. لعب مع نادي بارانا ونادي غواراني.

## وصلات خارجية
- ألتن (لاعب كرة قدم) على موقع قاعدة بيانات كرة القدم.إي يو (الإنجليزية)
- ألتن (لاعب كرة قدم) على موقع Soccerway.com (الإنجليزية)